# Torre Orris
La Torre Orris és una obra del municipi de Sant Vicenç dels Horts (Baix Llobregat) inclosa en l'Inventari del Patrimoni Arquitectònic de Catalunya.

## Descripció
Es tracta d'un edifici aïllat, envoltat de jardí, de planta quadrada. Té planta baixa, elevada respecte del nivell del sòl, i pis. És cobert a quatre vessants, amb torre mirador d'una planta a la intersecció de les vertents.
Les obertures són de llinda a la planta baixa, i d'arc de mig punt al pis i a la torre. El balcó és de pedra artificial. Té barbacana i ràfec.
Les quatre façanes presenten la mateixa composició, però només la S té obertura balconera al pis.

## Història
L'edifici fou construït en una era de Can Llopart; la comprà la família Orris l'any 1917, any en què el constructor Mata va aixecar la planta baixa. El 1924 es va fer l'ampliació del conjunt. L'arquitecte fou Melcior Vinyals i Muñoz